# آفریست
آفریست (به هلندی: Avereest) یک منطقهٔ مسکونی در هلند است که در افریسل واقع شده‌است. آفریست ۷۴٫۲۳ کیلومتر مربع مساحت و ۱۵٫۳۳۰ نفر جمعیت دارد.